# Stadium Racing Colmar
Stadium Racing Colmar (antigo Sports Réunis Colmar) é um time de futebol francês, fundado em 1920, que disputa o Championnat National, a terceira divisão do futebol na França, com sede em Colmar.

## Elenco atual
- Atualizado em 23 de junho de 2015.[3][4][5]

Legenda
- : Capitão
- : Jogador suspenso
- : Jogador lesionado

## Títulos
- CFA: 2009–10
- DH Alsace: 1973 e 1977